# Zdeněk Pecka
Zdeněk Pecka (ur. 6 lutego 1954 w Litomierzycach, zm. 30 stycznia 2024) – czeski wioślarz reprezentujący Czechosłowację, dwukrotny medalista igrzysk olimpijskich i pięciokrotny medalista mistrzostw świata.

## Kariera
Wystąpił na igrzyskach olimpijskich w Montrealu w 1976, gdzie osada Czechosłowacji w składzie: Jaroslav Hellebrand, Václav Vochoska, Zdeněk Pecka i Vladek Lacina zdobyła brązowy medal w czwórce podwójnej. W finale uplasowali się o 3,12 sekundy za osadą NRD i o 1,88 sekundy za osadą ZSRR. Na rozgrywanych cztery lata później igrzyskach olimpijskich w Moskwie wspólnie ze Václavem Vochoską zdobył brązowy medal w dwójkach podwójnych. W wyścigu finałowym o 4,74 sekundy wyprzedziła ich dwójka NRD, a o 2,73 sekundy szybsza była osada Jugosławii.
W czwórkach podwójnych zdobył też srebro na mistrzostwach świata w Nottingham (1975) i mistrzostwach świata w Amsterdam (1977) oraz brąz na mistrzostwach świata w Lucernie (1974). Ponadto wywalczył srebro w dwójkach podwójnych na mistrzostwach świata w Bledzie (1979) i brąz na mistrzostwach świata w Lucernie (1982). 
Ukończył inżynierię na Politechnice Czeskiej w Pradze. Po zakończeniu kariery pracował jako trener.
Jego żona, Květa Jeriová, reprezentowała Czechosłowację w biegach narciarskich.